# Likroclausia namhaensis
Likroclausia namhaensis – gatunek widłonoga z rodziny Clausiidae; jedyny przedstawiciel rodzaju Likroclausia. Gatunek i rodzaj opisali w 2003 roku biolodzy Ju-shey Ho i Il-Hoi Kim. Miejsce typowe to mulista równia pływowa wyspy Namhae w Cieśninie Koreańskiej. Skorupiaki te są pasożytami wieloszczetów z rodzaju Dasybranchus.